# Presa Cajón de Peña
Presa Cajón de Peña är en ort i Mexiko.   Den ligger i kommunen Tomatlán och delstaten Jalisco, i den sydvästra delen av landet, 600 km väster om huvudstaden Mexico City. Presa Cajón de Peña ligger 155 meter över havet och antalet invånare är 120.
Terrängen runt Presa Cajón de Peña är varierad, och sluttar västerut. Runt Presa Cajón de Peña är det glesbefolkat, med 11 invånare per kvadratkilometer. Närmaste större samhälle är Tomatlán, 13,5 km sydväst om Presa Cajón de Peña. I omgivningarna runt Presa Cajón de Peña växer i huvudsak lövfällande lövskog.